# 웜

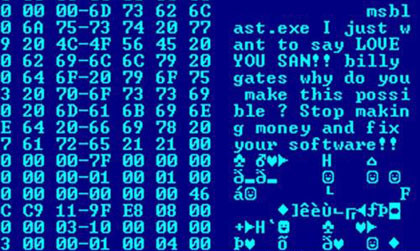

컴퓨터 웜(영어: computer worm)은 스스로를 복제하는 악성 소프트웨어 컴퓨터 프로그램이다. 컴퓨터 바이러스와 비슷하다. 바이러스가 다른 실행 프로그램에 기생하여 실행되는 데 반해 웜은 독자적으로 실행되며 다른 실행 프로그램이 필요하지 않다. 웜은 종종 컴퓨터의 파일 전송 기능을 착취하도록 설계된다. 컴퓨터 바이러스와 웜의 중요한 차이점은 바이러스는 스스로 전달할 수 없지만 웜은 가능하다는 점이다. 웜은 네트워크를 사용하여 자신의 복사본을 전송할 수 있으며, 어떠한 중재 작업 없이 그렇게 할 수 있다. 일반적으로 웜은 네트워크를 손상시키고 대역폭을 잠식하지만, 바이러스는 컴퓨터의 파일을 감염시키거나 손상시킨다. 바이러스는 보통 네트워크에 영향을 주지 않으며 대상 컴퓨터에 대해서만 활동한다.

## 이름의 유래
'웜'이라는 이름은 1975년에 출판한 존 브루너(John Brunner)의 공상과학소설 《더 쇼크웨이브 라이더(The Shockwave Rider)》에서 차용되었다. 초기 분산 컴퓨팅 관련 실험에 대한 논문을 작성하던 연구자들은 그들의 소프트웨어와 브루너에 의해 묘사된 프로그램이 유사하다는 사실에 주목했고, 그래서 '웜'이라는 이름을 채택하였다.

## 역사
웜은 1978년 제록스 파크(Xerox PARC)의 두 명의 연구자에 의해 최초로 구현되었다. 개발자인 존 쇼크(John Shoch)와 존 허프(Jon Hupp)는 원래 네트워크에서 놀고 있는 프로세서들을 찾아 그들에게 업무를 할당하고 연산처리를 공유하여 전체적인 네트워크의 효율을 높이도록 웜을 설계했다.
많은 주목을 받았던 최초의 웜은 당시 코넬 대학교의 대학원 학생이었던 로버트 터팬 모리스(Robert Tappan Morris)가 개발했던 모리스 웜이다. 이 웜은 1988년 11월 2일에 배포되었는데, 그때 당시 인터넷에 연결된 수많은 컴퓨터들을 빠른 속도로 감염시켰다. 이 웜은 BSD 유닉스와 그것으로부터 파생된 운영 체제들의 많은 버그들을 통해 확산되었다. 모리스는 미국의 컴퓨터 범죄와 남용에 관한 법(Computer Crime and Abuse Act)에 따라 유죄가 선고되어 3년의 집행유예와 400시간의 사회 봉사, 10000달러가 넘는 벌금을 지불했다.

## 기타 기능
웜은 자기 복제 이외에 많은 다른 일을 하도록 설계된다. 예를 들어 호스트 시스템에서 파일을 지우거나, 파일을 악의적 공격 목적으로 암호화 하거나, 이메일을 통해 문서를 보내는 등의 일을 한다. 최근의 웜은 다양한 곳으로 전달되며 실행파일을 첨부하기도 한다. 그러나 웜은 그런 것들 없이 단지 자기 복제 과정에서 생성되는 네트워크 트래픽만으로도 피해를 줄 수 있다. 예를 들어 마이둠(Mydoom)같은 웜은 최대로 살포되면 세계 전역의 인터넷 속도를 현저하게 느리게 만든다.
일반적으로 웜에 수반되는 것은 감염된 컴퓨터에 백도어를 설치하는 것이다. 소빅(Sobig)이나 마이둠 같은 웜이 그렇게 한다. 이런 좀비 컴퓨터들은 대량의 스팸 메일을 보내거나 그들의 웹사이트 주소를 은폐하는 데 사용된다. 스패머들이 그러한 웜에 대한 대가를 지불하고 있다고 여겨지며, 감염된 기계의 IP 주소 리스트를 판매하던 웜 개발자들이 붙잡히기도 했다. 다른 웜 개발자들은 회사를 서비스 거부(DoS) 공격을 한다는 공갈 협박을 시도하기도 하였다. 또한 백도어는 다른 웜에 의해 사용될 수도 있는데, 둠주스(Doomjuice) 같은 웜은 마이둠에 의해 설치된 백도어를 사용하여 자신을 확산시킨다.

## 평가
웜이 유용한지 여부는 컴퓨터 과학과 인공지능 분야에서는 일반적인 이론적 질문이다. 예를 들어 나치(Nachi) 웜은 마이크로소프트 웹사이트에서 패치를 다운로드한 후 설치하여, 그들이 사용했던 취약성을 포함한 호스트 시스템의 다양한 취약성을 패치하려고 시도한다. 이는 결과적으로 시스템을 더 안전하게 하지만, 종종 패치를 통해 막고자 한 웜의 네트워크 트래픽보다 더 많은 네트워크 트래픽을 발생시키며, 패치로 인해 시스템을 리부팅하게 하고, 결정적으로 컴퓨터 소유자 또는 사용자의 동의 없이 무단으로 그런 일을 하게 된다. 따라서 보안 전문가는 웜이 어떤 걸 수반하던지 간에 웜에 반대해야 한다.

## 같이 보기
- 악성코드
- 1·25 인터넷 대란